# مغص الرضع

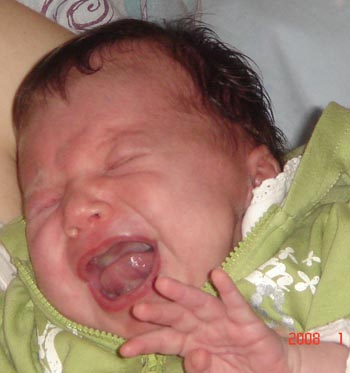

مغص الرضع (معروف أيضا باسم مغص الطفل أو مغص الثلاثة أشهر) هو الصياح أو الصراخ كثيرا ولفترات طويلة، دون أي سبب معروف.
عادة ما يبدو بعد انقضاء الاسبوعين الأولين من الحياة ويختفي دائماً تقريبا، وكثيرا ما يكون اختفاؤه فجأة، وقبل أن يبلغ الطفل من العمر ثلاثة إلى أربعة أشهر. وهو أكثر شيوعا عند الأطفال ذوي الرضاعة من الزجاجة (رضاعة اصطناعية)، ولكن هذا لا يمنع حدوثه أيضا لدى ذوي الرضاعة الطبيعية. غالبا ما يحدث البكاء خلال فترة محددة من اليوم، في ساعات المساء الأولى على الأكثر.
هذه قضية ليست معروفة المنشأ بشكل قاطع، وفترة البكاء تختلف من طفل لآخر، وليس هناك اتفاق عام في الآراء حول تعريف «المغص». ولكن بعد استبعاد كافة الأسباب الأخرى للبكاء يتضح عادة أن الطفل «مصاب بمغص» وخاصة إذا كانت صرخاته مكثفة لأكثر من ثلاثة أيام في الاسبوع، ولأكثر من ثلاث ساعات في اليوم، كما لأكثر من ثلاثة أسابيع في شهر واحد.

## الأسباب
ولا يوجد تفسير مقبول للمغص. لكن يرجح أن يكون المغص وآلام البطن ناتجاً عن الغازات المحصورة في المسالك الهضمية. هذه النظرية ليست مثبتة بعد، تحتاج بعض الأدلة العلمية إلى دعم ويبدو أنه لم تعد مقبولة عالميا باعتبارها قضية عامة. ويعتقد آخرون انه ينشأ في مشاكل في الجهاز الهضمي للطفل، على وجه التحديد بسبب من تراكم الغاز الذي لا يمكن ان يفرج عنه. وقد أشير أيضا إلى أن بعض 'المغص'، أو الافراط في البكاء قد يكون في الواقع صيحة الإفراج عن الإجهاد التي تحتاج إلى الدعم والتسهيلات بدلا من القمع أو 'العلاج'.

## التعامل مع الطفل والعلاج
لا يوجد علاج سحري لمغص الأطفال، ولكن مجرد معرفة الوالدين بأنها حالة طبيعية وليست مرضية، وأنها حالة شائعة لدى الكثير من الأطفال، تؤدي إلى تخفيف حدة التوتر والقلق لدى الوالدين، والتكيف مع الحالة.
من الطرق العلاجية التي قد تؤدي إلى الحد المناسب:
- الحرص على عدم ترك الطفل يبكي لوقت طويل وهو جائع ممايؤدي لبلع كمية كبيرة من الهواء.

وضع الرضاعة: غالباً ما يبتلع الطفل الهواء أثناء الرضاعة الطبيعية أو الصناعية، وعلى الأم إرضاع الطفل وهو شبه مائل.
- التكريع (التجشؤ): من المهم إخراج الهواء الذي أبتلعه الطفل أثناء الرضاعة، وذلك بأن تحمل الأم الطفل على كتفها وتقوم بالربت على الظهر، هذه المحاولة قد تأخذ الكثير من الجهد والوقت، ويجب التكريع أكثر من مرة وبشكل مستمر خلال أوبعد الرضاعة.
- تدليك بطن الطفل تدليكاً خفيفاً باستخدام الأصابع.
- الاستحمام بماء دافي.
- الغناء له والمناغاة.

## أسباب المغص لدى الأطفال
مغص الأطفال الرضع مجهول السبب، ومن هنا تكمن الصعوبة في التعامل معه، وهنا سنحاول إلقاء الضوء على بعض الأسباب المحتملة: 
- يعتقد البعض أن المغص نتيجة لوجود ريح (غازات) محبوسة في الأمعاء لم يستطع الطفل التخلص منها وطردها، وهو ما يؤدي إلى انتفاخ البطن وزيادة تقلصات الأمعاء ثم الصراخ.
- عدم اكتمال نمو الأمعاء وأداء وظيفتها بالطريقة السليمة ممايؤدي إلى ضعف حركة الأمعاء وعدم القدرة على طرد الغازات ومن ثم انتفاخ الأمعاء وما يتبعها من تقلصات تؤدي إلى البكاء.
- ضعف تدفق حليب الأم أو الوضعية الخاطئة للرضاعة قد يؤدي إلى زيادة كمية الهواء التي يبتلعها الطفل عند الرضاعة.
- ما تستخدمه الأم المرضعة من مأكولات (البهارات، الشاي، القهوة، غيرها) أو الأدوية مثل الملينات، قد يدر مع الحليب ومن ثم يسبب المغص.
- لوحظ أن الأطفال الذين يُغذّون بالرضاعة الصناعية (اللهاية، المصاصة) يحدث لديهم المغص أكثر بكثير من الذين يرضعن حليب الأم.
- عدم أخذ الطفل الوقت الكافي من النوم والراحة قد يؤدي إلى البكاء، وعادة ماينام الطفل ما يقارب عشرين ساعة يومياً في الثلاثة أشهر الأولى من العمر.
- إدخال الأطعمة الصلبة قبل عمر الأربعة أشهر، أو استخدام الحليب العادي الكامل الدسم قبل أكتمال السنة.

## كيف تحدث الحالة؟
عادة ما يكون الطفل سعيداً وهادئاً خلال النهار، يرضع كمية كافية من الحليب، ينام بسهولة بعد الرضاعة، ولكن الحال تتغير مع حلول المساء، فالبكاء مستمر ومتواصل على شكل صراخ قد يستمر أكثر من ساعة في كل مرة، مصحوباً بجذب الساقين إلى الأعلى في اتجاه الصدر، يبدو الطفل متألماً ومصحوباً بأحمرار الوجه، وبخلاف الأسباب الأخرى للبكاء فإن الطفل لا يهدأ أو يتوقف عن البكاء عند حمله أومحاولة تهدئته، وهو مايقلق الوالدين.
يصيب مغص الأطفال الذين يرضعون حليب الأم وبنسبة أكبر مع الحليب الصناعي.الحساسية أو عدم تقبل الحليب الصناعي يؤدي للبكاء بعد نصف ساعة من الرضاعة، وعادة ما تكون مصحوبة بإسهال أو قئ كما أن وزن الطفل لا يزيد، وهناك حليب مخصص لمن لديهم تحسس من الحليب البقري. كما يعتقد البعض أن الحليب المدعم بالحديد يؤدي للمغص، وذلك غير صحيح، وعند الشك يجب أستشارة الطبيب.